# Витегра
Витегра (рос. Вытегра) — місто (з 1773) Росії, адміністративний центр Витегорського району Вологодської області.
Місто розташоване на річці Витегра, (пристань за 15 км від Онезького озера), на Волго-Балтійському водному шляху, за 150 км від залізничної станції Подпорож'є, за 337 км на північний захід від Вологди. Через місто проходить федеральна автодорога А119 «Вологда — Медвеж'єгорськ»

## Населення
Населення — 10 232 особи (2017 рік).
| 1825 | 1897 | 1913 | 1923 | 1939 | 1959  | 1970  | 1989  | 2000  | 2010  | 2017  |
| ---- | ---- | ---- | ---- | ---- | ----- | ----- | ----- | ----- | ----- | ----- |
| 2130 | 4502 | 5900 | 4472 | 7393 | 11340 | 11729 | 12905 | 12200 | 10491 | 10232 |

## Історія
Перша письмова згадка про Витегорський погост на торговому шляху Великий Новгород — Шексна сягає 1496 року.
На карті Московії 1706 року (Carte de Moscovie /// Andre Artemonde de Matueoe) вже є згадка про 'Vitzgora ou Vitegra', що стоїть на річці Витегра (R. de Vitegra).
З 1710 року, після побудови Вянгінської пристані на місці впадання в Витегру річки Вянгі (карельське vengi «струмок або невелика річка, що з'єднує два озера або дві протоки», «бухта»), яка стала відома як село Вянгі. Через пристань проходив торговий тракт з Архангельська до Санкт-Петербургу. 1715 року була побудована державна корабельня, що діяла до 1847 року.
1773 року указом Катерини II селище перетворено на місто Витегра за значнішою (приймаючою) річкою Витегра. Етимологія гидронима Витегра не встановлена, але формат -егра дозволяє віднести його до числа древніх угро-фінських назв, характерних для півночі європейської частини Росії.
1776 року Витегра стала адміністративним центром Витегорського повіту Олонецької області Новгородського намісництва.
З 1784 до 1922 року Витегра з повітом входила до складу Олонецької губернії. У XIX столітті неодноразово підійматисяли питання про перенесення в Витегру з Петрозаводська центру Олонецької губернії.
Пожвавлення економічного та культурного життя в першій половині XIX ст. пов'язане з відкриттям 1810 року Маріїнського каналу Маріїнської водної системи з системою шлюзів. У місті перебувало Правління Витегорського округу шляхів сполучення.
1875 року була відкрита Витегорська вчительська семінарія.

## Культура

### Музеї
- Краєзнавчий музей
- Музей «Підводний човен Б-440»
- Будинок-музей поета М. О. Клюєва
- Музей «Водні шляхи Півночі»

## Клімат
| Клімат Витегри                    | Клімат Витегри | Клімат Витегри | Клімат Витегри | Клімат Витегри | Клімат Витегри | Клімат Витегри | Клімат Витегри | Клімат Витегри | Клімат Витегри | Клімат Витегри | Клімат Витегри | Клімат Витегри | Клімат Витегри |
| Показник                          | Січ.           | Лют.           | Бер.           | Квіт.          | Трав.          | Черв.          | Лип.           | Серп.          | Вер.           | Жовт.          | Лист.          | Груд.          | Рік            |
| Абсолютний максимум, °C           | 5,6            | 6,3            | 13,4           | 24,8           | 30,5           | 32,3           | 35,7           | 35,6           | 28,3           | 19,9           | 12,1           | 8,4            | 35,7           |
| Середня температура, °C           | −9,8           | −9,5           | −3,6           | 3,1            | 9,6            | 14,5           | 17,5           | 14,9           | 9,8            | 4,2            | −2,9           | −7,3           | 3,4            |
| Абсолютний мінімум, °C            | −49,4          | −43,7          | −37            | −26,3          | −7,6           | −4,5           | 0,8            | −2             | −7,4           | −21,2          | −33,1          | −45,9          | −49,4          |
| Норма опадів, мм                  | 42             | 32             | 33             | 30             | 49             | 66             | 88             | 86             | 66             | 76             | 65             | 55             | 688            |
| --------------------------------- | -------------- | -------------- | -------------- | -------------- | -------------- | -------------- | -------------- | -------------- | -------------- | -------------- | -------------- | -------------- | -------------- |
| Джерело: meteo-ru, Thermo.Karelia |                |                |                |                |                |                |                |                |                |                |                |                |                |

## Галерея

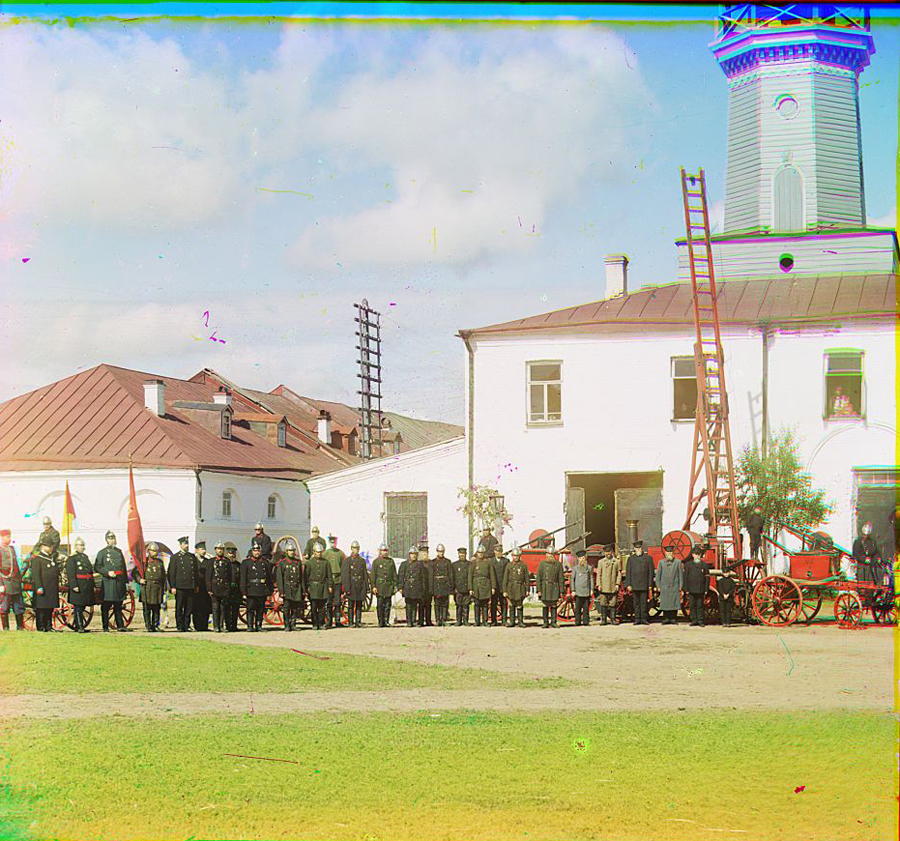
Пожежна команда міста Витегра. 1909. Фото С. М. Прокудіна-Горського.
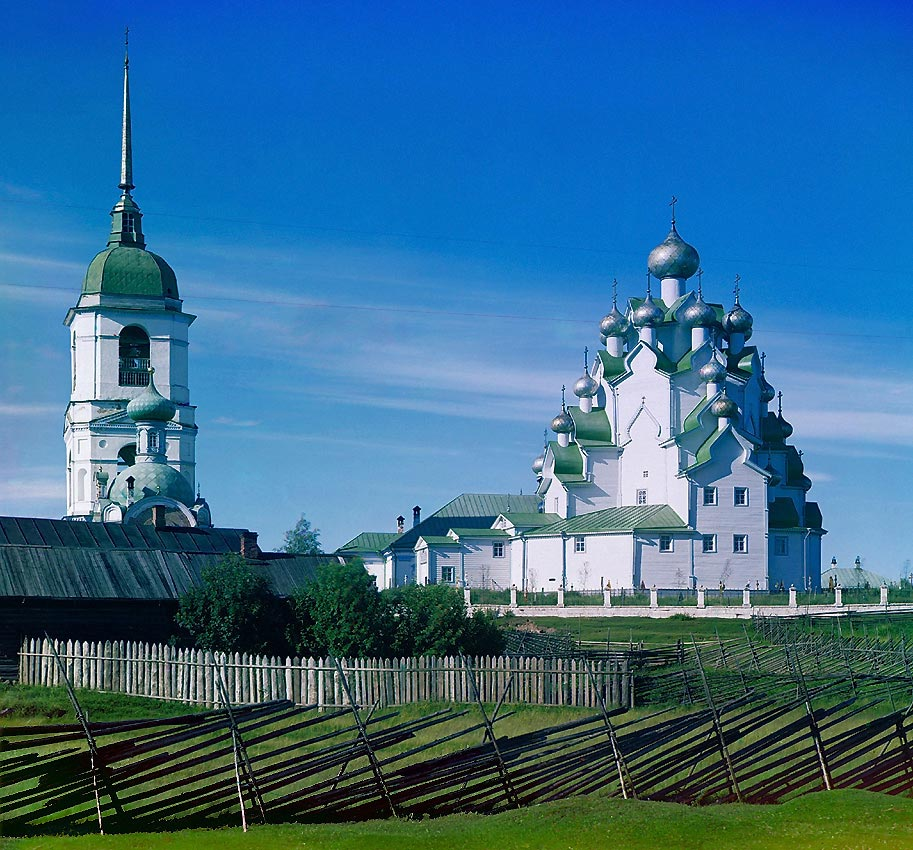
Витегорський погост 1909 року. Село Анхімово. Церква Спасителя і дерев'яний храм Покрова Пресвятої Богородиці. Фото С. М. Прокудіна-Горського.
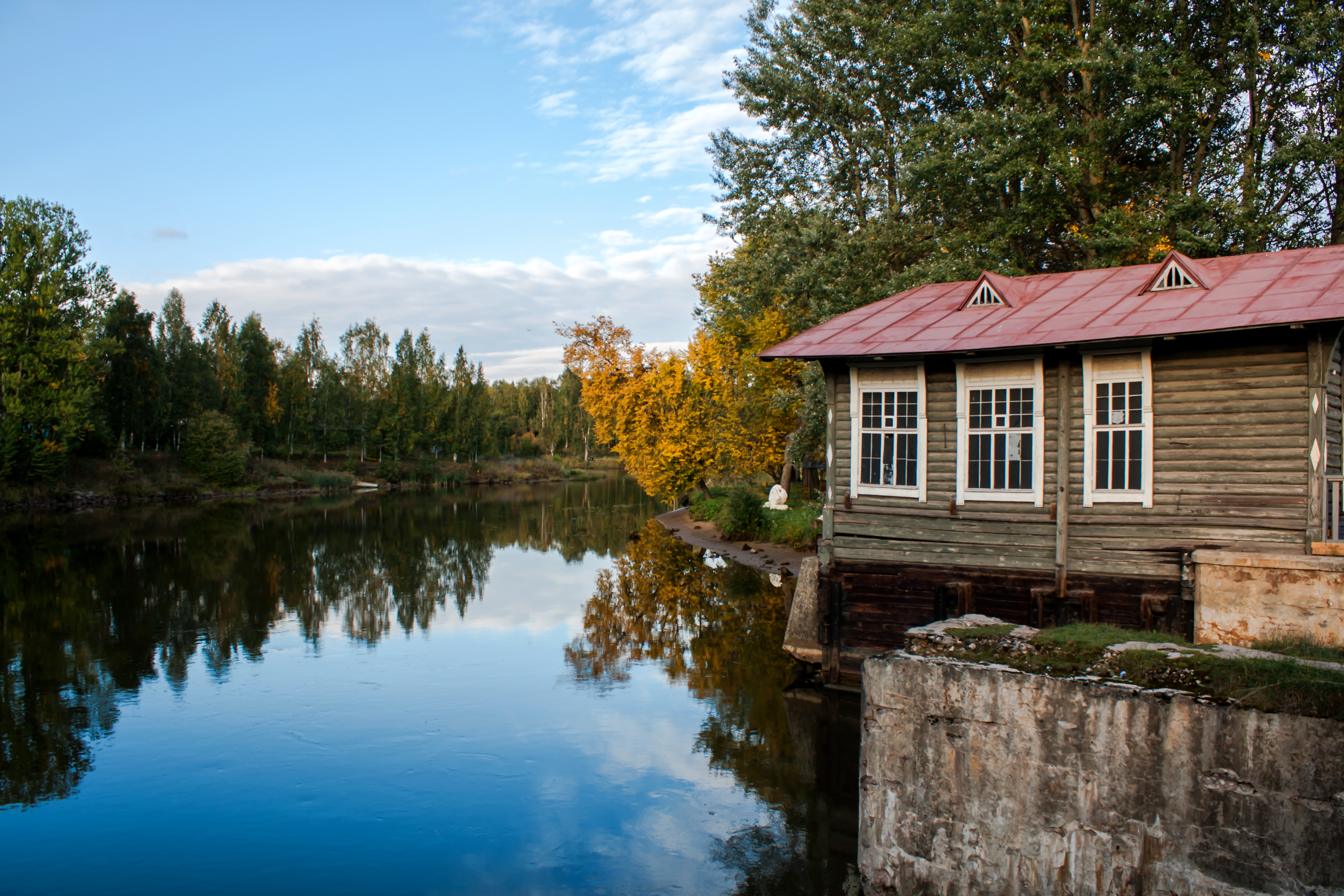
Музей «Водні шляхи Півночі»
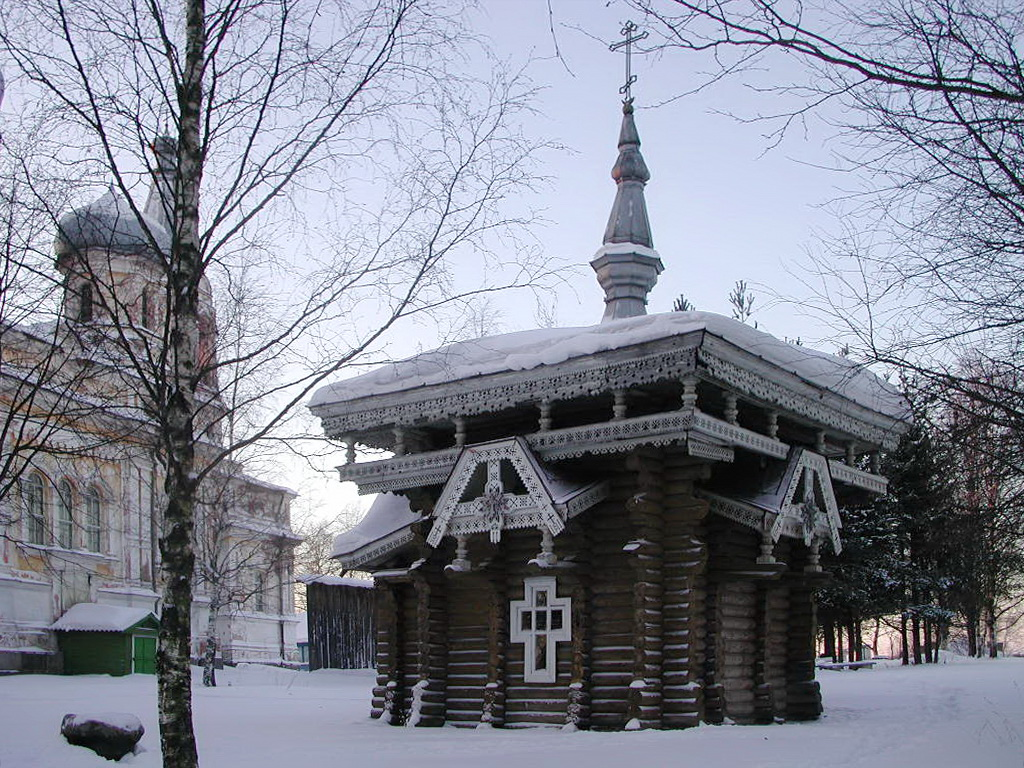
Каплиця Ісаакія Далматського
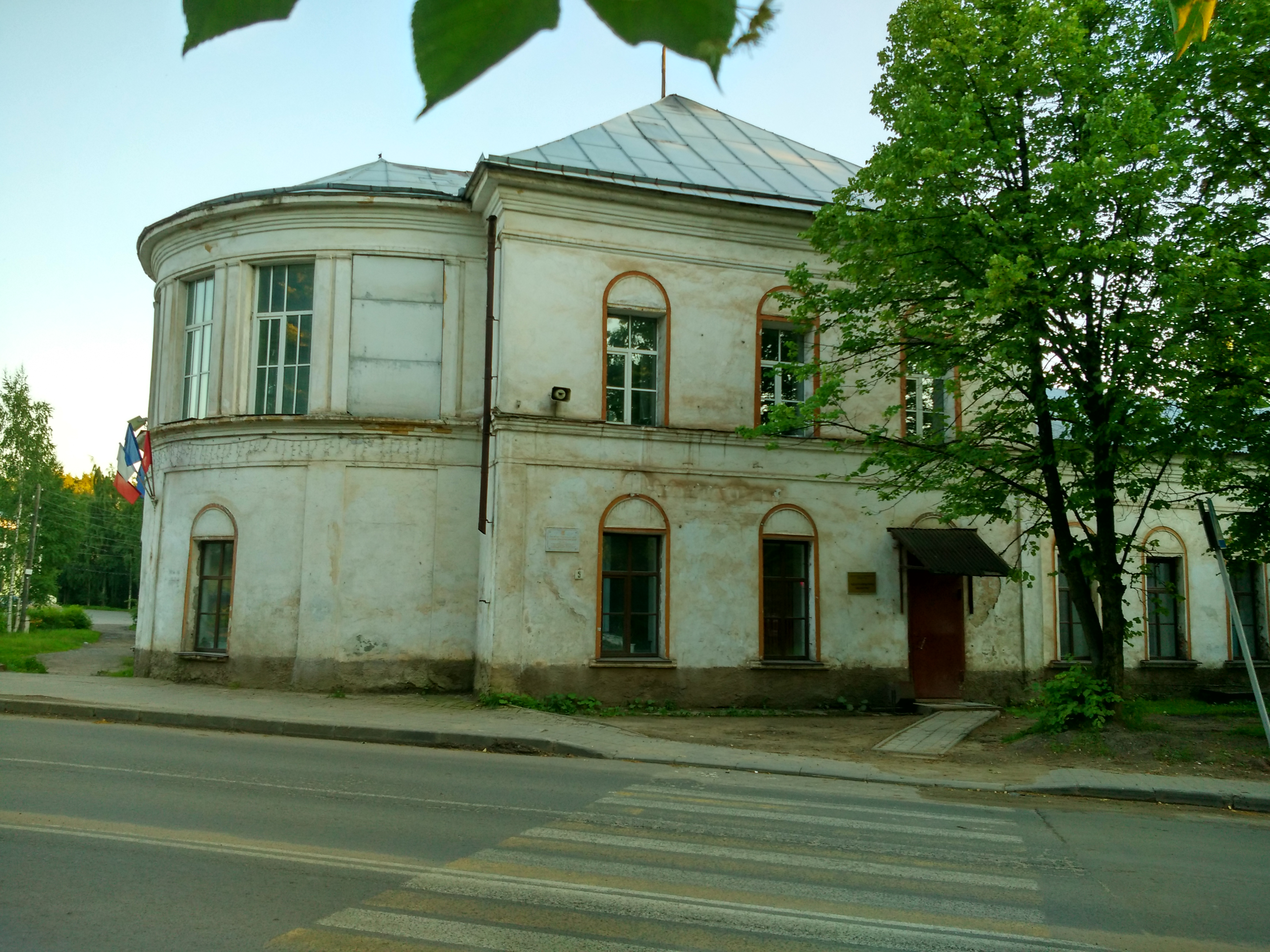
Будинок культури (колишній Воскресенський собор)
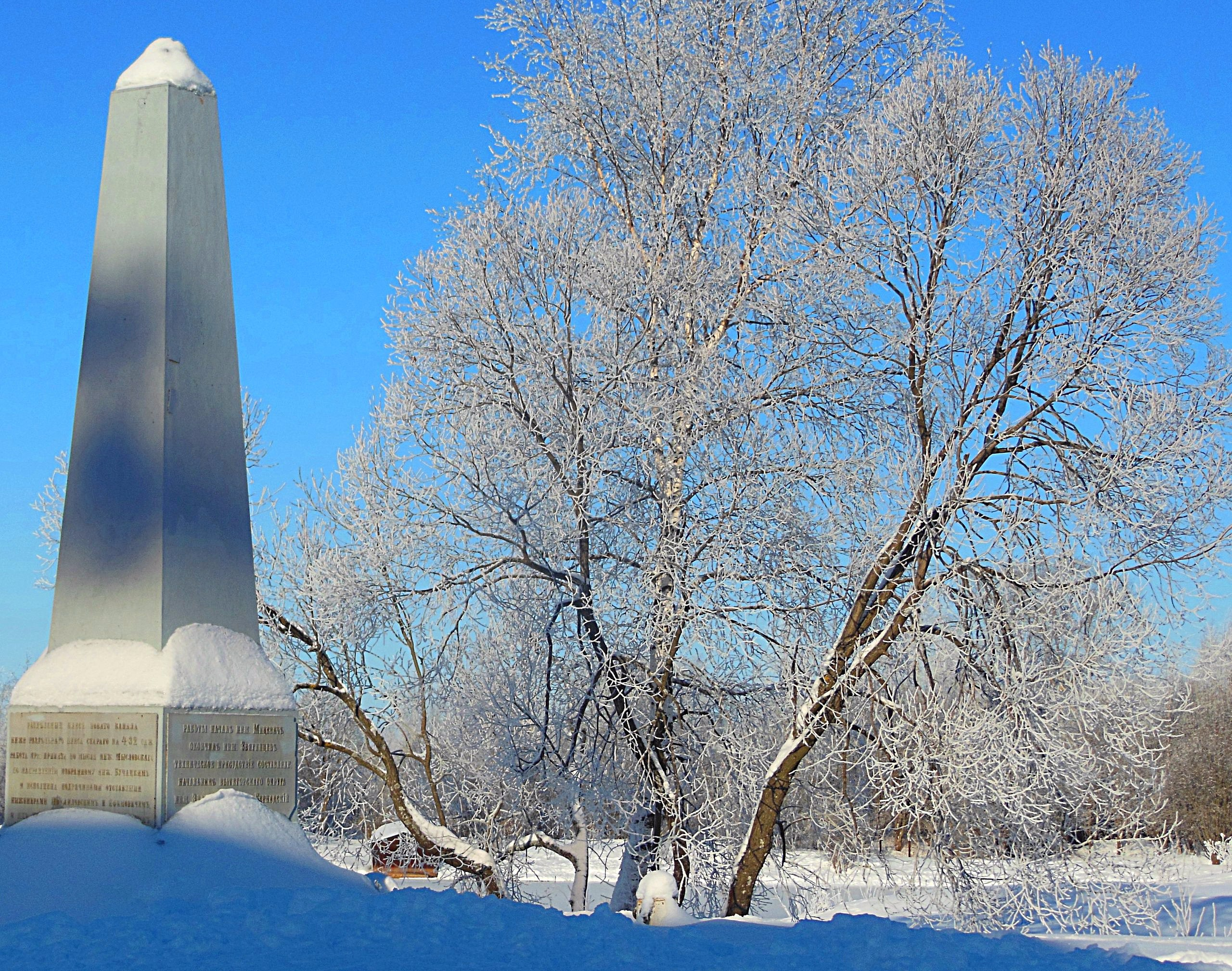
Обеліск на 1-му Маріїнському шлюзі
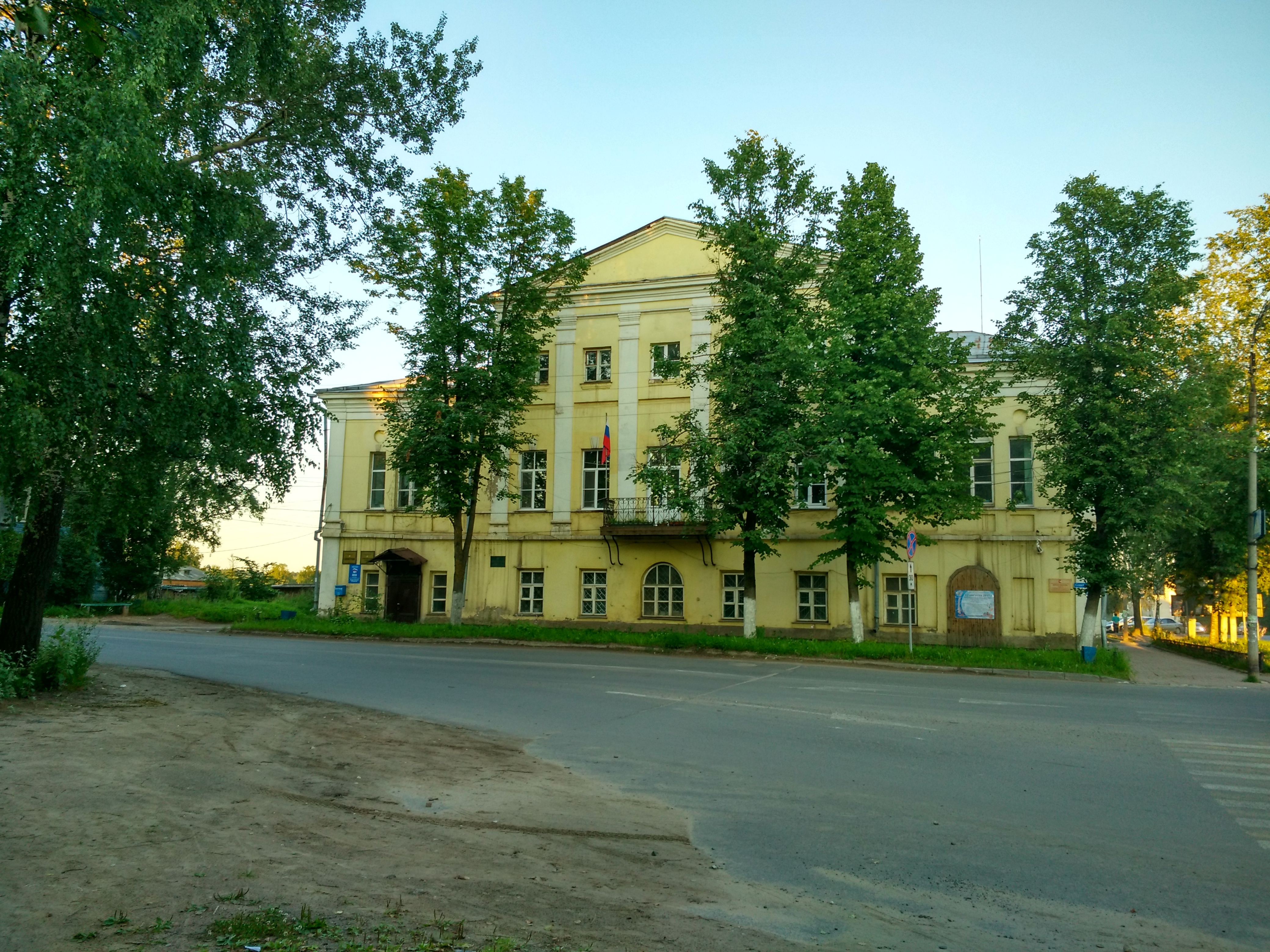
Будівля адміністрації міста
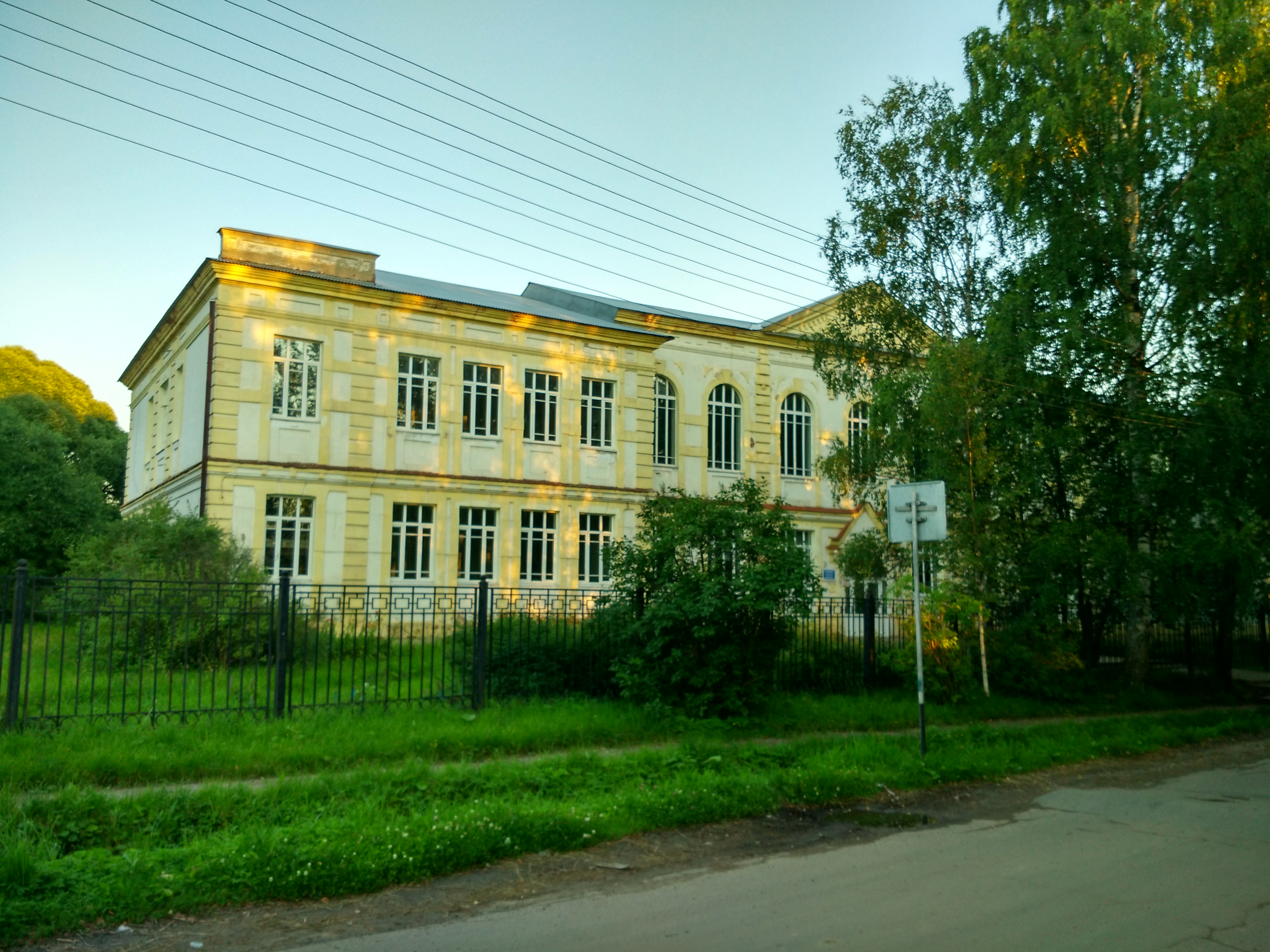
Гімназія
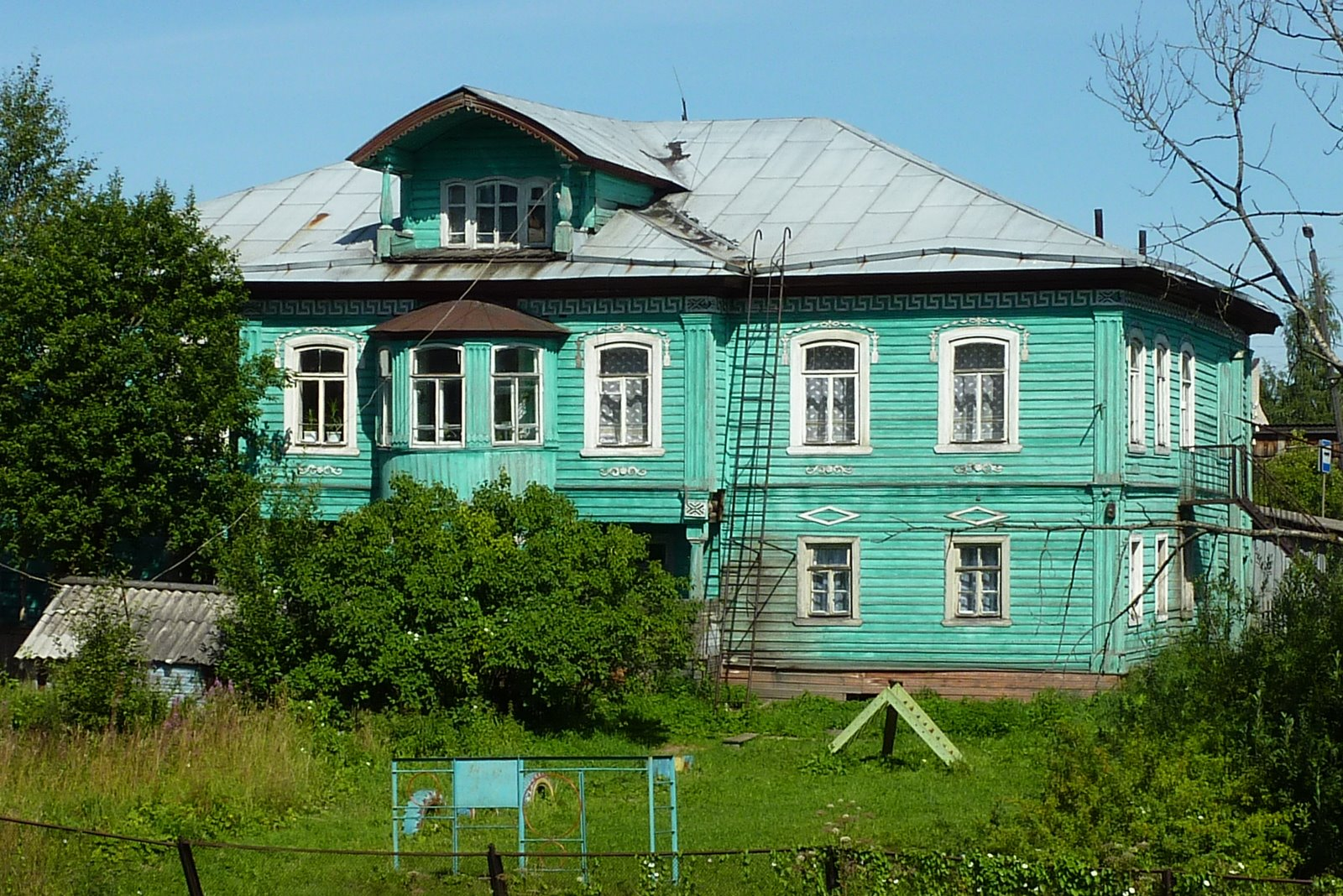
Будинок Матвєєвої
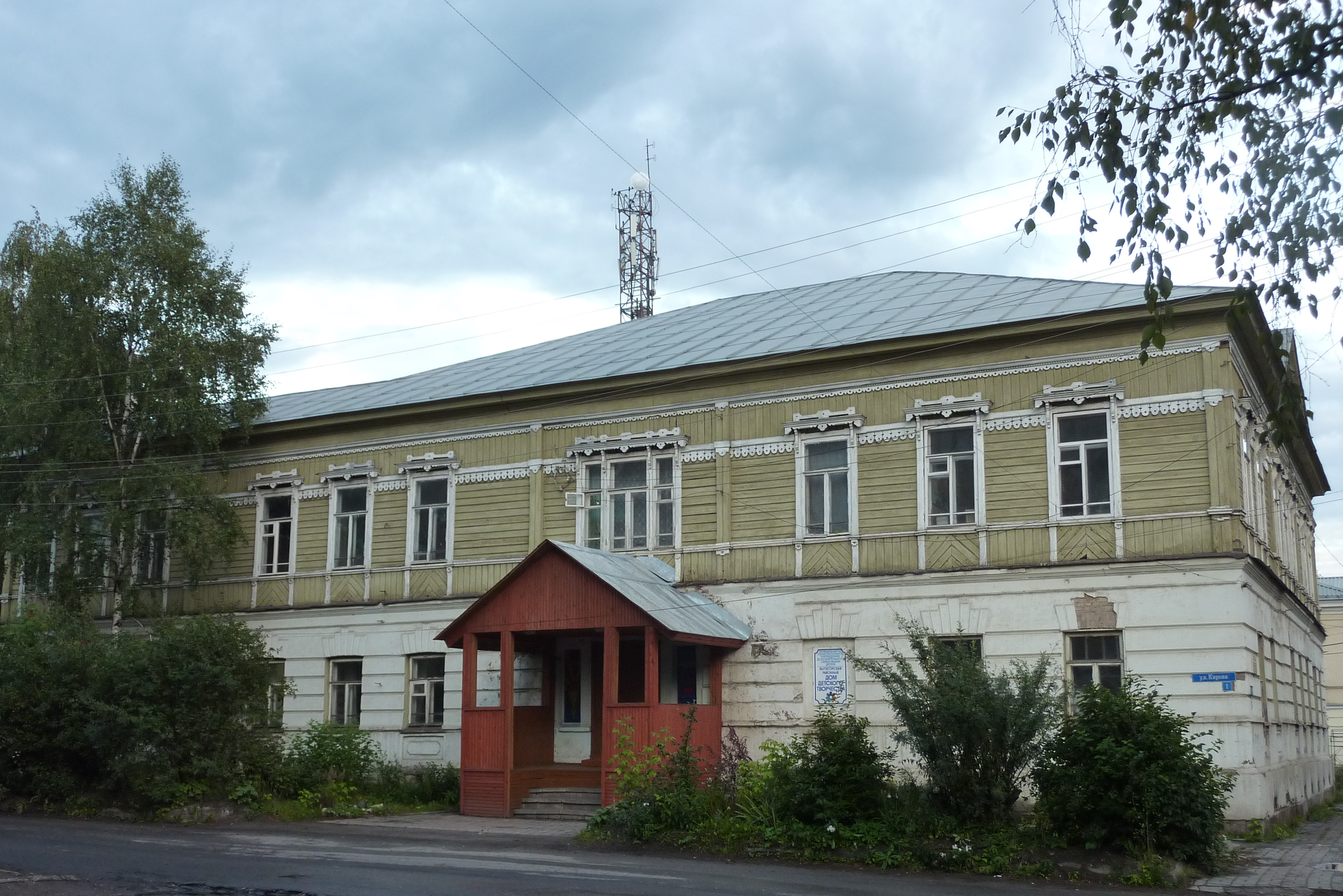
Будинок Веретенникова